# Masaji

Masaji (/ˈmɑːsaɪ, mɑːˈsaɪ/) so nilotska etnična skupina, ki naseljuje severno, osrednjo in južno Kenijo ter severno Tanzanijo. So med najbolj znanimi lokalnimi populacijami na mednarodni ravni zaradi svojega prebivališča v bližini številnih parkov z divjadjo ob Velikih afriških jezerih ter značilnih običajev in oblačenja. Masaji govorijo jezik Maa (ɔl Maa), član nilotske jezikovne družine, ki je sorodna jezikom Dinka, Kalenjin in Nuer. Razen nekaterih starejših, ki živijo na podeželju, večina Masajev govori uradne jezike Kenije in Tanzanije, svahili in angleščino. Po popisu prebivalstva iz leta 2019 v Keniji poročajo o populaciji 1.189.522 Masajev v primerjavi s 377.089 na popisu iz leta 1989. Številna plemena Masajev po vsej Tanzaniji in Keniji pozdravljajo obiske svojih vasi, da bi izkusili njihovo kulturo, tradicijo in življenjski slog, v zameno za plačilo.

## Zgodovina
Masaji naseljujejo območje Afriških Velikih jezer in so prispeli prek Južnega Sudana. Večina nilotskih govorcev na tem območju, vključno z Masaji, Turkano in Kalenjini, je pastirjev in slovijo po svojem strašnem slovesu bojevnikov in govedorejcev. Masaji in druge skupine v vzhodni Afriki so prevzele običaje in prakse sosednjih kušitsko govorečih skupin, vključno s starostnim sistemom družbene organizacije, obrezovanjem in besednim zakladom.

### Izvor, migracija in asimilacija
Številne etnične skupine, ki so že oblikovale naselja v regiji, so bile prisilno razseljene s strani prihajajočih Masajev , medtem ko so bile druge, predvsem južne kušitske skupine, asimilirane v masajsko družbo. Nilotski predniki Kalenjinov so prav tako absorbirali nekaj zgodnjih kušitskih populacij.

### Naselitev Vzhodne Afrike
Ozemlje Masajev je doseglo največjo velikost sredi 19. stoletja in je pokrivalo skoraj vso Veliko riftno dolino in sosednja zemljišča od gore Marsabit na severu do Dodome na jugu  V tem času so Masaji, pa tudi večja skupina Nilotov, katere del so bili, gojili govedo vse do vzhodne obale Tanga v Tanganjiki (danes celinska Tanzanija). Bojevniki so uporabljali sulice in ščite, najbolj pa so se bali metanja palic (orinke), ki jih je bilo mogoče natančno metati z razdalje do 70 korakov (cca. 100 metrov). Leta 1852 je bilo poročilo o koncentraciji 800 masajskih bojevnikov, ki se premikajo v današnji Keniji. Leta 1857 so Masajski bojevniki, potem ko so izpraznili "divjino Wakuafi" v današnji jugovzhodni Keniji, ogrozili Mombaso na kenijski obali.
Zaradi te migracije so Masaji najjužnejši nilotski govorci. Obdobju širitve so sledili Masajski "Emutai" iz leta 1883–1902. To obdobje so zaznamovale epidemije nalezljive goveje plevropnevmonije, goveje kuge in črnih koz. Ocena, ki jo je prvi predstavil nemški poročnik v takratni severozahodni Tanganjiki, je bila, da je 90 % goveda in polovica divjih živali poginilo zaradi goveje kuge. Nemški zdravniki na istem območju so trdili, da ima "vsak drugi" Afričan zaradi črnih koz razjeden obraz. To obdobje je sovpadalo s sušo. Deževje je v letih 1897 in 1898 popolnoma izginilo.
Avstrijski raziskovalec Oscar Baumann je med letoma 1891 in 1893 potoval po deželah Masajev in opisal staro masajsko naselje v kraterju Ngorongoro v knjigi Durch Massailand zur Nilquelle ("Skozi dežele Masajev do izvira Nila") iz leta 1894. Po eni oceni sta v tem obdobju umrli dve tretjini Masajev.
Masaji v Tanganjiki (danes celinska Tanzanija) so bili v 1940-ih izseljeni iz rodovitnih zemljišč med goro Meru in Kilimandžarom ter večino rodovitnih višav blizu Ngorongora. Več zemlje je bilo vzeto za ustvarjanje rezervatov za prostoživeče živali in narodnih parkov: Narodni park Amboseli, Narodni park Nairobi, Masai Mara, narodni rezervat Samburu, narodni parka jezera Nakuru in Tsavo v Keniji; in jezero Manyara, zavarovano območje Ngorongoro, narodni park Tarangire in narodni park Serengeti v današnji Tanzaniji.
Masaji so pastirji in so se uprli pozivanju tanzanijske in kenijske vlade, naj sprejmejo bolj stalen način življenja. Zahtevali so pravice do paše v številnih narodnih parkih v obeh državah.
Masaji so nasprotovali suženjstvu in nikoli niso odobravali trgovine z ljudmi; in tujci, ki so iskali ljudi za zasužnjevanje, so se izogibali Masajem.
V bistvu obstaja dvaindvajset geografskih sektorjev ali podplemen skupnosti Masajev, od katerih ima vsak svoje običaje, videz, vodstvo in narečja. Te enote so v jeziku Maa znane kot "narodi" ali iloshon: Keekonyokie, Damat, Purko, Wuasinkišu, Siria, Laitayiok, Loitai, Kisonko, Matapato, Dalalekutuk, Loodokolani, Kaputiei, Moitanik, Ilkirasha, Lchamus, Sambur Laikipia, Loitokitoki, Larusa, Salei, Sirinket in Parakuyo.

## Genetika
Nedavni napredek v genetskih analiz je pomagal osvetliti etnogenezo ljudstva Masaji. Genetska genealogija, orodje, ki uporablja gene sodobnih populacij za sledenje njihovega etničnega in geografskega izvora, je prav tako pomagalo razjasniti morebitno ozadje sodobnih Masajev.

### Autosomna DNK
Masajeva avtosomna DNK je bila preučena v obsežni študiji Tishkoffa et al. (2009) o genetski pripadnosti različnih populacij v Afriki. Po mnenju avtorjev študije so Masaji »obdržali svojo kulturo kljub obsežni genetski introgresiji«. Tishkoff et al. prav tako navajajo, da: »Številne populacije, ki govorijo nilosaharsko v vzhodni Afriki, kot so Masaji, kažejo različne skupine skupin iz nilosaharskih [...] in kušitskih [...] AAC, v skladu z jezikovnimi dokazi o ponavljajoči se nilotski asimilaciji kušitov v zadnjih 3000 letih in z visoko pogostostjo skupne mutacije, specifične za vzhodno Afriko, povezane s toleranco na laktozo.«

### Y-DNA
Študija kromosoma Y, ki so jo opravili Wood et al. (2005) so testirali različne podsaharske populacije, vključno s 26 moškimi Masaji iz Kenije, za očetovske linije. Avtorji so opazili haploskupino E1b1b-M35 (ne M78) pri 35 % preučenih Masajih. E1b1b-M35-M78 v 15 %, njihov prednik z bolj severnimi kušitskimi moškimi, ki imajo haploskupino pri visokih frekvencah, je živel pred več kot 13 000 leti. Druga najpogostejša očetovska linija med Masaji je bila haploskupina A3b2, ki jo običajno najdemo v nilotski populaciji, kot je Alur; so jo opazili pri 27 % Masajih. Tretji najpogosteje opažen očetov DNK marker pri Masajih je bil E1b1a1-M2 (E-P1), ki je zelo pogost v podsaharski regiji; ugotovljeno je bilo v 12 % vzorcev Masajev. Haploskupino B-M60 so opazili tudi pri 8 % preučenih Masajev[29], ki jo najdemo tudi pri 30 % (16/53) južnih sudanskih Nilotov.

### Mitohondrijska DNA
Glede na študijo mtDNA, ki so jo opravili Castri et al. (2008), ki je testiral posameznike Masajev v Keniji, so materinske linije, ki jih najdemo med Masaji, precej raznolike, vendar so po splošni pogostosti podobne tistim, ki so jih opazili pri drugih nilo-hamitskih populacijah iz regije, kot je Samburu. Večina testiranih Masajev je pripadala različnim podrazredom makrohaploskupine L, vključno z L0, L2, L3, L4 in L5. Poročali so tudi o pretoku materinih genov iz severne in severovzhodne Afrike, zlasti zaradi prisotnosti mtDNA haploskupine M v približno 12,5 % vzorcev Masajev.

## Kultura
Monoteistični Masaji častijo eno samo božanstvo, imenovano Enkai ali Engai. Engai ima dvojno naravo: Engai Narok (črni bog) je dobrodušen, Engai Na-nyokie (rdeči bog) pa maščevalen. Obstajata tudi dva stebra ali totema masajske družbe: Oodo Mongi (rdeča krava) in Orok Kiteng (črna krava) s podrazdelkom petih klanov ali družinskih dreves. Masaji imajo tudi totemsko žival, to je lev; vendar se žival lahko ubije. Način, kako Masaji ubijejo leva, se razlikuje od lova na trofeje, saj se uporablja v obredu prehoda v odraslost. Božja gora, Ol Doinyo Lengai, je v skrajni severni Tanzaniji in jo je mogoče videti z jezera Natron v najbolj južni Keniji. Osrednja človeška figura v masajskem verskem sistemu je laibon, katerega vloge vključujejo šamansko zdravljenje, vedeževanje in prerokovanje ter zagotavljanje uspeha v vojni ali ustreznih padavinah. Danes imajo zaradi povzdigovanja voditeljev tudi politično vlogo. Ne glede na moč, ki jo je imel posamezni laibon, je bila funkcija osebnosti in ne položaja. Mnogi Masaji so sprejeli tudi krščanstvo in islam. Masaji so znani po svojem zapletenem nakitu in že desetletja so te predmete prodajali turistom kot posel.
Izobraževanje Masajskih žensk za uporabo klinik in bolnišnic med nosečnostjo je omogočilo preživetje več dojenčkov. Izjema je na izjemno oddaljenih območjih. 
Tradicionalni življenjski slog Masajev se osredotoča na njihovo govedo, ki je njihov primarni vir hrane. Moško bogastvo se meri v živini in otrocih. Čreda s 50 govedi je spoštovanja vredna in več otrok, tem bolje. Človek, ki ima veliko enega, drugega ne velja za revnega.
Vse potrebe Masajev po hrani pokriva njihovo govedo. Jedo meso, pijejo mleko vsak dan in občasno pijejo kri. Bike, koze in jagnjeta zakoljejo za meso ob posebnih priložnostih in za slovesnosti. Čeprav je bil celoten način življenja Masajev zgodovinsko odvisen od njihovega goveda, so v zadnjem času Masaji postali odvisni od hrane, kot so sirek, riž, krompir in zelje.
Pogosta napačna predstava o Masajih je, da naj bi vsak mladenič ubil leva, preden se lahko obreže in vstopi v odraslo dobo. Lov na leve je bil dejavnost preteklosti, vendar je bil prepovedan v Vzhodni Afriki - vendar se leve še vedno lovi, ko lovijo masajsko živino. Kljub temu ubijanje leva daje veliko vrednost in status slavne osebe v skupnosti.

### Morani
Morani so med seboj močno povezani. Vedno potujejo skupaj, nikoli posamezno, prav tako skupaj jedo. Vedno brez prisotnosti svojih žena. Čeprav je prepovedano, mnogi še danes lovijo leve in tako dokažejo svojo hrabrost, kože žiraf in bizonov pa uporabljajo za prevleko ščitov.
Najbolj spoštovani in ponosni morani so tisti, ki so prvi sami ujeli leva in ga tudi pokončali. Kot simbol poguma in hrabrosti med posebnimi obredi nosijo obglavico, narejeno iz levje grive. Na glavi  imajo lahko tudi nojeva peresa, ogrinjala pa si naredijo iz peres mrhovinarjev ali opičjega krzna.
Morani po jedi pijejo posebno omamno pijačo, narejeno iz mimozinega lubja, ki jih vodi tudi v nezavest. Verjamejo, da jim daje moč, zato jo zaužijejo pred krajo živine, lovom na leve ali pred pomembnimi obredi. Pri vsem tem pa je prepovedan alkohol in najrazličnejša poživila, kot tudi njuhanje.

### Okraševanje telesa
Prebadanje in raztezanje ušesnih mečk je pri Masajih tako kot pri drugih plemenih običajno, moški in ženske pa nosijo kovinske obroče na raztegnjenih ušesnih mečkah. Za prebadanje in raztezanje rež so bili uporabljeni različni materiali, vključno s trni za prebadanje, vejice, kamni, prerezani slonovi okli. Ženske nosijo različne oblike perličastih okraskov tako v ušesnem mečku, kot tudi manjše piercinge na vrhu ušesa. Med moškimi Masaji se obrezovanje izvaja kot ritual prehoda iz otroštva v moškost. Obrezane so tudi ženske (kot je opisano spodaj).
To prepričanje in praksa nista edinstvena za Masaje. V podeželski Keniji je bila v letih 1991/92 pregledana skupina 95 otrok, starih od šest mesecev do dveh let. Pri 87 % je bilo ugotovljeno, da so bili podvrženi odstranitvi enega ali več brstov mlečnih zob. V starejši starostni skupini (3–7 let) je 72 % od 111 pregledanih otrok pokazalo manjkajoče mandibularne ali maksilarne zobe.
Načeloma naj bi si vsi Masaji brili glave z mešanico jagnječje masti in blata. Obstajajo pa trije razlogi, zakaj lahko pustijo svoje lase rasti; dete, ki še nima imena, ženske, ki upajo, da bodo zanosile ter bojevniki - morani. Ti dnevno porabijo ure in ure za pletenje kitk in prekrivanje svojih kodrov z rdečo okro. Ob vsakodnevnem skakanju svoje dolge kodre zibajo in premetujejo sem in tja ter na tak način očarajo dekleta, s katerimi se kasneje, ko izstopijo iz skupine moranov po 14-20 letih tudi poročijo. Takrat se zopet obrijejo.

#### Genitalna sprememba
Tradicionalno Masaji izvajajo zapletene rituale prehoda, ki vključujejo kirurško spremembo genitalij, da bi otroke uvedli v odraslost. Beseda  v Maa za obrezovanje, emorata, se uporablja za ta ritual tako za moške kot za ženske. Ta obred običajno izvajajo starešine, ki za postopek uporabljajo nabrušen nož in improvizirane povoje iz goveje kože.
Moški obred se nanaša na obrezovanje prepucija. V moškem obredu naj bi deček operacijo prestal v tišini. Izrazi bolečine ga osramotijo; čeprav le začasno. Pomembno je, da lahko kakršni koli vzkliki ali nepričakovani gibi s strani fanta povzročijo, da se starejši v občutljivem postopku zmoti; kar lahko povzroči hude vseživljenjske brazgotine, disfunkcijo in bolečino.
Mlade ženske so podvržene eksciziji ("žensko obrezovanje", "pohabljanje ženskih spolovil", "emorata") kot del zapletenega obreda prehoda, imenovanega Emuatare, slovesnosti, ki mlade Masajske dekleta inicira v odraslo dobo z obrednim obrezovanjem in nato v zgodnje dogovorjene poroke. Masaji verjamejo, da je obrezovanje žensk potrebno in Masajski moški lahko zavrnejo vsako žensko, ki tega ni opravila, kot da ni poročena ali vredna veliko znižane cene neveste. V vzhodni Afriki lahko neobrezane ženske, tudi tiste visoko izobražene poslanke, kot je Linah Kilimo, obtožijo, da niso dovolj zrele, da bi jih jemali resno. Drugim je praksa obrezovanja žensk znana kot pohabljanje ženskih spolnih organov in je deležna številnih kritik tako v tujini kot pri mnogih ženskah, ki so ji bile podvržene, kot je aktivistka Masajev Agnes Pareyio. Obred ženskega obrezovanja je pred kratkim v redkih primerih zamenjalo izrezovanje s slovesnostjo "rezanja z besedami", ki vključuje petje in ples. Vendar kljub spremembam zakonodaje in izobraževalnim pobudam ta praksa ostaja globoko zakoreninjena, zelo cenjena in jo skoraj univerzalno izvajajo pripadniki kulture.
Prehod od bojevnika do mlajšega starejšega poteka na velikem shodu, znanem kot Eunoto. Dolgi lasje nekdanjih bojevnikov so postriženi; starejši morajo nositi kratke lase. Bojevniki, ki nimajo spolnih odnosov z ženskami, ki niso bile podvržene slovesnosti Emuatare, so na srečanju Eunoto posebej počaščeni.

### Poroka
Mož sprva pristopi k ženini družini, ki ji kot znak zanimanja oz. odkupnine za njihovo dekle, podari tri krave, dve ovci in enega vola. Nekatera dekleta starši zaročijo že kot otroke, zaradi česar pa vse do poroke prejemajo darila od ženina.
Na dan poroke ženin skupaj s svojimi prijatelji - bivšimi člani njegove skupine moranov pride k ženi domov, da jo pospremi na njun novi dom. Ta že ima pripravljene vse stvari, ki jih ima namen vzeti s seboj, in je oblečena v tradicionalno poročno nošo. Ko zapušča hišo, oče in moževi prijatelji blagoslovijo zakon tako, da pljuvajo vanjo mleko in medeno pivo, pri čemer pa se ona ne sme obrniti proti domu. Na novem domu žena dobi v dar živino, ki pa postane moževa last. 
Kot simbol omoženega stanu ženske nosijo modro ogrinjalo. Moški se lahko poroči s toliko ženami, kolikor jih je zmožen s svojo živino preskrbeti. Vedno pa stanuje ločeno od njih in svojih otrok. V primeru ločitve ostanejo otroci pri ženski, ki v zakonu skrbi za manjato, molžo živine in izdelavo korald.
Med nosečnostjo se bodoča mati drži stroge diete, saj verjamejo, da bi lahko na novo pridobljena teža otežila porod. Z zelišči si očisti želodec in kri. Porod poteka v materini koči, pomagajo pa ji žene iz okolice. Najstarejša med njimi prereže popkovino - otrok ni več združen z mamo in sam odloča o svojem življenju, kar tudi pove: »Sedaj si sam odgovoren za svoje življenje, prav tako kot sem jaz za svojega.« Starešina pa je edini moški, ki ga lahko vidi takoj po porodu, saj ga s pljunkom v glavo blagoslovi. Mož še 10 dni po porodu ne sme v hišo, prav tako pa mu je prepovedano tudi spolno občevanje z ženo, vse dokler otrok ne shodi.

### Glasba in ples
Masajska glasba je tradicionalno sestavljena iz ritmov, ki jih zagotavlja zbor vokalistov, ki pojejo harmonije, medtem ko vodja pesmi ali olaranyani poje melodijo. Za razliko od večine drugih afriških plemen Masaji pogosto uporabljajo večglasje z borduni.
Ženske pojejo uspavanke, pevske pesmi in pesmi, ki hvalijo svoje sinove. Nambas, vzorec klica in odzivanja, ponavljanje nesmiselnih fraz, monofonične melodije, ponavljajoče se fraze za vsakim verzom, ki se poje v padajočem obsegu, in pevci, ki se odzivajo na lastne verze, so značilni za petje žensk. Ko se veliko Masajev zbere skupaj, pojejo in zaplešejo med seboj.
Eunoto, obred polnoletnosti bojevnika, lahko vključuje deset ali več dni petja, plesa in rituala. Bojevniki Il-Oodokilani izvajajo nekakšen pohod mimo, kot tudi adumu ali aigus, ki ga ljudje, ki niso Masaji, včasih imenujejo "skakalni ples". (Tako adumu kot aigus sta v jeziku Maa glagola, ki pomenita "skočiti", pri čemer adumu pomeni "Skači gor in dol v plesu.).

### Prehrana
Tradicionalno je prehrana Masajev sestavljena iz surovega mesa, surovega mleka, medu in surove krvi goveda – upoštevajte, da je govedo Masajev sorte Zebu.
Poleti 1935 je dr. Weston A. Price obiskal Masaje in poročal, da je po besedah dr. Andersona iz lokalne vladne bolnišnice v Keniji večina plemen brez bolezni. Mnogi niso imeli niti enega zoba, ki bi ga napadel zobni karies, niti enega deformiranega zobnega loka. Zlasti Masaji so imeli zelo nizko 0,4 % kostnega kariesa. To je pripisal njihovi prehrani, ki jo sestavljajo (po obsegu) surovo mleko, surova kri, surovo meso ter nekaj zelenjave in sadja, čeprav v mnogih vaseh sploh ne jedo sadja ali zelenjave. Opozoril je, da bi vsak odraščajoči otrok in vsaka nosečnica ali doječa ženska, ko bo na voljo, prejela dnevni obrok surove krvi.
Večina mleka se porabi kot fermentirano mleko ali pinjenec (stranski proizvod pri izdelavi masla). Številke porabe mleka so po vseh standardih zelo visoke.
Masajska čreda so koze in ovce, vključno z rdečo masajsko ovco, pa tudi bolj cenjeno govedo.
Masaji jedo juho, prepleteno z grenkim lubjem in koreninami, ki vsebujejo saponine za zniževanje holesterola; tisti mestni Masaji, ki nimajo dostopa do grenkih rastlin, se nagibajo k razvoju bolezni srca.
Čeprav se zaužije kot prigrizek, sadje predstavlja glavni del hrane, ki jo zaužijejo otroci in ženske, ki skrbijo za govedo, pa tudi bojevniki v divjini.

### Bivališča
Gradnja pa je pri Masajih vedno naloga žensk. Kljub spreminjajočemu se svetu okoli njih, ti še vedno živijo v blatnih in dobesedno gnojnih kolibah. Vso konstrukcijo držijo pokonci šibe in vejevje, stene pa so izolirane še s suho travo in prekrite z blatom. Male odprtine v steni služijo kot ventilatorji in vir svetlobe. Ozek vhod seže vse do vrha strehe, ki pa je visoka le toliko do kolikor lahko dosežejo žene.
Manjate so obkrožene z bodičastim grmičevjem, ki ji služi kot ograja in zaščita, preprečuje izhod njihove živine ter vhod napadalnih živali ali roparjev iz drugih klanov. Prav tako izven ograje odnašajo trupla umrlih ter jih prepustijo mrhovinarjem, pokopavajo pa le vedeže - v plitev grob, obrnjene na bok proti vasi. V središčni koči je nastanjen oče družine, prva žena pa si naredi kočo na njegovi desni strani, druga na levi, tretja desno od prve žene in tako dalje. Znotraj koče je s tremi kamni v bližini ženine postelje določeno ognjišče. Čeprav dim kaj kmalu napolni prostor, to Masajev ne ovira. V hiši je prav tako postelja za goste ali mlado živino.

### Oblačila
Oblačila se spreminjajo glede na starost in lokacijo. Mladi moški na primer nosijo črno več mesecev po obrezovanju. Vendar pa je rdeča priljubljena barva. Nosijo se tudi modra, črna, črtasta in karirasta tkanina ter večbarvni afriški vzorci. Masaji so v 1960-ih začeli nadomeščati živalsko kožo, telečje kože in ovčjo kožo s komercialno bombažno tkanino.
Shúkà je beseda v jeziku Maa za rjuhe, ki se tradicionalno nosijo ovite okoli telesa. Te so običajno rdeče, čeprav z nekaterimi drugimi barvami (npr. modra) in vzorci (npr. karirasto). Roza, tudi s cvetjem, se bojevniki ne izogibajo. Enodelna oblačila, znana kot kanga, izraz v svahiliju, so pogosta. Masaji blizu obale lahko nosijo kikoi, vrsto saronga, ki je na voljo v različnih barvah in tekstilu. Vendar pa so najprimernejši slog črte.

## Pregovori in nekaj osnovnih fraz
- Neumnost ima prednost pred modrostjo.
- Besede starejših so blagoslovljene.
- Naj ti bo opazovanje tako blizu, kot ti je prostor, v katerem živiš.
- Zebra nosi svoje proge s seboj, kamor koli gre.
- Ne bojuj se z levom s palico.
- Ne odgovori na napačno besedo z drugo napačno besedo.
- Ne hvali jutrišnjega dne, ker se jutrišnji dan sam hvali.
- Mož je vedno premagan s svojimi triki.
- Nemogoče je najti moža, ki ima vsega, možno pa je najti takega, ki uživa v stvareh, ki jih ima.
- Dom ni daleč proč, kadar si živ.
- Oko ne more prodreti v temo.
- Dnevna pot se nikoli ne konča.
- Vas, o kateri ne govorimo, je ne zgradimo.
- Pregovor ne odgovarja sam sebi.
- Življenje ima svoje letne čase.
- Vode ni mogoče prisiliti, da bi tekla navkreber.
- Veš, kar rečeš, ne moreš pa vedeti tega, kar ti bo povedano.
- Prijateljstvo ima rado distanco.
- Ne pometaj drugemu stanovanja, dokler je tvoje umazano.
- Dan sledi temni noči.
- Sreča je tako dobra kot hrana.

Nekaj fraz:
- Sopa.	Zdravo.
- Epa. Odgovor na pozdrav.
- Ashe (oleng).	Hvala (lepa).
- Ole Sere.	Adijo
- Imaning. Ne razumem.
- Mayiolo. Ne vem.
- Meyiolo? Ne veš?
- Enkai ake naiyiolo. Samo Bog ve.
- Ira Ole’gae?	Kdo si ti?
- Ira Supat? Si v redu?
- Rolangai?	Kdo je tvoj oče?
- Kajingwa?	Od kod prihajaš?
- Maape. Gremo.
- Kanji Ilo? Kam greš?
- Oldoinyio. Gore.
- Taretuoki. Prosim pomagaj.
- Keyirobi.	Mrzlo.
- Keirowa.	Vroče.
- Meeta. Nič.
- Diserei. Jutri.
- Oou ene. Pridi sem.
- Sidai (oleng). (Zelo) dobro.
- Ee (izgovori ‘eh’).	Da.
- Olchore Ali.	Moji prijatelji.

Števila do deset:

1 - Nabo    2 - Are    3 - Uni    4 - Onguan    5 - Imiet    6 - Ile    7 - Napishana    8 - Isiet    9 - Naudo    10 - Tomon